# Nuria Rial
Nuria Rial (Manresa, 1975) è un soprano spagnolo.

## Biografia
Nuria Rial è un soprano spagnolo; nata nel 1975 a Manresa, nella regione della Catalogna. Divide il suo tempo tra il conservatorio di Basilea, dove ha vissuto cinque anni per potersi avvicinare alle sonorità tedesche, e i concerti che tiene in tutto il mondo.
Impara a cantare con l'effetto vibrato fin da bambina grazie ai consigli della madre, la quale tuttavia non aveva mai studiato canto. Si forma come cantante lirica in Catalogna, per poi trasferirsi a Basilea, dove prosegue i suoi studi con il professor Kurt Widmer. Completa la sua formazione con l'aiuto e i consigli di musicisti riconosciuti come Leonard Stein, Cristoph Coin, Sergio Azzolini e Oscar Ghiglia.
Nel 1997 raggiunge una certa notorietà in seguito alla registrazione di Claros y frescos rios con José Miguel Moreno, per la casa discografica Glossa.
Nel corso della sua carriera ha preso parte, in qualità di solista, a vari gruppi come La Petite Bande, Il Giardino Armonico, Concerto Köln, Les Mousiciens du Louvre, Zurich Chamber Orchestra ed ha lavorato con direttori quali René Jacobs (con il quale ha registrato Le nozze di Figaro di Mozart), Marc Minkowski, Paul Goodwin, José Miguel Moreno ed Emilio Moreno e altri ancora.
Nonostante il suo campo rimanga quello della musica barocca, da qualche tempo ha allargato i suoi orizzonti dedicandosi anche alla musica contemporanea (con compositori quali Luciano Berio, Alban Berg e György Kurtág).
La voce di Nuria arriva in Italia grazie alla collaborazione con Roberto Cacciapaglia, con il quale registra alcune tracce dell'album Incontri con l'anima (Un'ora e How Long, quest'ultima utilizzata come colonna sonora dello spot dell'acqua Levissima, nel giugno 2006).
Nuria Rial ha ricevuto numerosi premi e riconoscimenti, tra gli altri il premio Helvetia Patria Jeunesse Stiftung assegnato dalla European Foundation for Culture e l'ECHO Klassik Award for Young Female Artist of the Year (2009). L'incisione delle arie operistiche di Georg Philipp Telemann con la Kammerorchester Basele ha ricevuto il premio dell'Opera Recording of the Year (2012). Nel 2021 ha ricevuto il Premio Traetta (Traetta Prize) per la sua passione nella riscoperta delle radici europee della musica del XVIII secolo e della figura di Tommaso Traetta.

## Discografia
- 1997 - Francisco Guerrero, Motecta, Musica Ficta, dir. Raùl Mallavibarrena (Cantus)
- 1999 - Fuenllana, con Orphenica Lyra, dir. José Miguel Moreno (Glossa)
- 2000 - Claros y Frescos Ríos, Songs and instrumental pieces from the Spanish Renaissance, con José Miguel Moreno, (Glossa)
- 2002 - Francisco Corselli, Music at the Spanish Court,  El Concierto Español, dir. Emilio Moreno (Glossa)
- 2004 - Emilio de Cavalieri, Rappresentatione di Anima et di Corpo, L'Arpeggiata, dir. Christina Pluhar, (Alpha)
- 2004 - Georg Friedrich Händel, Lotario, Kammerorchester Basel, dir. Paul Goodwin (Oehms Classics)
- 2004 - Wolfgang Amadeus Mozart, Le Nozze di Figaro, Concerto Köln, dir. Rene Jacobs (Harmonia Mundi)
- 2004 - Música en el Quijote, Orphenica Lyra, dir. José Miguel Moreno, (Glossa)
- 2005 - Giovan Battista Pergolesi, Stabat Mater, con Carlos Mena, Ricercar Consort, dir. Philippe Pierlot (Glossa)
- 2006 - Folle Journée de Nantes 2006, Ricercar Consort, dir. Philippe Pierlot (Mirare)
- 2007 - Georg Friedrich Händel, Riccardo Primo, Kammerorchesterbasel, dir. Paul Goodwin (Deutsche Harmonia Mundi)
- 2008 - Claros y frescos ríos. Songs and instrumental pieces from the Spanish Renaissance, con José Miguel Moreno, vihuelas & renaissance guidar, (Glossa)
- 2008 - Georg Friedrich Händel, Duetti Amorosi, con Laurence Cummings, Kammerorchester Basel, dir. Laurence Cummings (Deutsche Harmonia Mundi)
- 2008 - Georg Friedrich Händel, Aminta e Fillide, con Maria Grazia Schiavo, La Risonanza, dir. Fabio Bonizzoni (Glossa)
- 2009 - Ave Maria, Bell'Arte Salzburg, dir. Annegret Siedel (Berlin Classics)
- 2009 - Claudio Monteverdi, Teatro d'Amore, con Philippe Jaroussky, Cyril Auvity, Jan van Elsacker, Joaõ Fernandes; L'Arpeggiata, dir. Christina Pluhar (Virgin Classics)
- 2009 - Franz Joseph Haydn, Arie per un' amante, con Margot Oitzinger; L'Orfeo Barockorchester, dir. Michi Gaigg (Deutsche Harmonia Mundi)
- 2010 - Georg Friedrich Händel, Süße Stille, sanfte Quelle (9 Arie Tedesche), Austrian Baroque Company, dir. Michael Oman (Deutsche Harmonia Mundi)
- 2010 - Georg Friedrich Händel, Athalia, Vocal Consort Berlin Kammerorchester Basel, dir. Paul Goodwin (Deutsche Harmonia Mundi)
- 2010 - Georg Friedrich Händel, Judas Maccabaeus, Schleswig-Holstein Festival Chor Lübeck, Elbipolis Barockorchester Hamburg, dir. Rolf Beck (Deutsche Harmonia Mundi)
- 2011 - Miguel de Fuenllana, Orphénica Lyra 1554, con Carlos Mena, Orphénica Lyra, dir. José Miguel Moreno (Glossa)
- 2011 - Georg Philipp Telemann, Italian Opera Arias, con Kammerorchester Basel (Deutsche Harmonia Mundi)
- 2011 - The Spanish Album (Glossa)
- 2012 - Marianna Martines, Il Primo Amore  (Deutsche Harmonia Mundi)
- 2013 - J. S. Bach "Arias", Núria Rial, Kammerorchester Basel, Dhm (Sony Music)
- 2013 - Pasquale Anfossi: La finta giardiniera, L'Arte Del Mondo, Deutsche Harmonia Mundi
- 2013 - Le Nozze di Figaro - Wolfgang Amadeus Mozart, Concerto Köln, René Jacobs, harmonia mundi
- 2014 - G. F. Handel: Riccardo Primo, Lawrence Zazzo, Nuria Rial, Geraldine McGreevy, David-Wilson Johnson, Tim Mead and Curtis Streetman, Kammerorchester Basel, Paul Goodwin, Deutsche Harmonia Mundi (Sony Music)
- 2014 - Mozart Requiem K 626, Nuria Rial, Marie-Claude Chappuis, Christoph Prégardien and Franz-Josef Selig, Munich Chamber Orchestra, Alexander Liebreich, Sony Classical
- 2014 - Ave Maria, Nuria Rial, Bell’Arte Salzburg, Berlin Classics
- 2015 - Francesco Cavalli L'amore innamorato, L'Arpeggiata, Christina Pluhar, Erato
- 2015 - Sospiri d'amanti, Nuria Rial, Artemandoline, Dhm (Sony Music)
- 2017 - Sacred Duets, Núria Rial & Valer Sabadus, Kammerorchester Basel, Sony Classical
- 2018 - Baroque Twitter, Núria Rial & Maurice Steger, Kammerorchester Basel, Sony Classical
- 2018 - Vocalise, 8 cellists of the Sinfonieorchester Basel, Sony Classical
- 2018 - Luigi Boccherini: Stabat Mater, Núria Rial, Le Phénix, Coviello Classics
- 2019 - Muera Cupido, Fahmi Alqhai e Nuria Rial, Accademia del Piacere, Deutsche Harmonia Mundi
- 2019 - Mother, Nuria Rial, Dima Orsho, Musica Alta Ripa, Deutsche Harmonia Mundi